# Corso Giuseppe Garibaldi (Reggio Emilia)
Il Corso Giuseppe Garibaldi (precedentemente Corso della Ghiara) è la strada più importante di Reggio Emilia dopo la via Emilia. 

## Origine del nome
Il nome Ghiara sta per ghiaia, poiché fino al 1226 vi si trovava il letto del torrente Crostolo.

## Luoghi d'interesse
- Piazza Gioberti (già Piazza Adelgonda). Il corso ha inizio dalla via Emilia, in una piazzetta creata nel 1843 dalla demolizione di cinque case (dette isola Guaschi) per fare spazio all'obelisco, alto quasi 18 metri, innalzato per celebrare le nozze del duca Francesco V d'Este con la figlia del re di Baviera Adelgonda. Nel 1882 l'obelisco venne consacrato ai primi caduti del Risorgimento.
- Tempio della Beata Vergine della Ghiara
- Palazzo Ducale, sede della provincia e della prefettura.
- Palazzo Magnani, caratterizzato all'esterno dalla statua di Giano
- Palazzo Manenti, dove alloggiò anche Napoleone.
- Piazza Roversi. Al termine del corso si trova la piazzetta del Cristo (rinominata piazza Roversi) dove sorge il barocco oratorio del Cristo e sul lato orientale il palazzo Rangone. Poco oltre si arriva a porta Castello, sulle mura cittadine,

## Manifestazioni
La settimana precedente l'8 settembre di ogni anno il Corso è la sede della fiera tradizionale della Giareda.

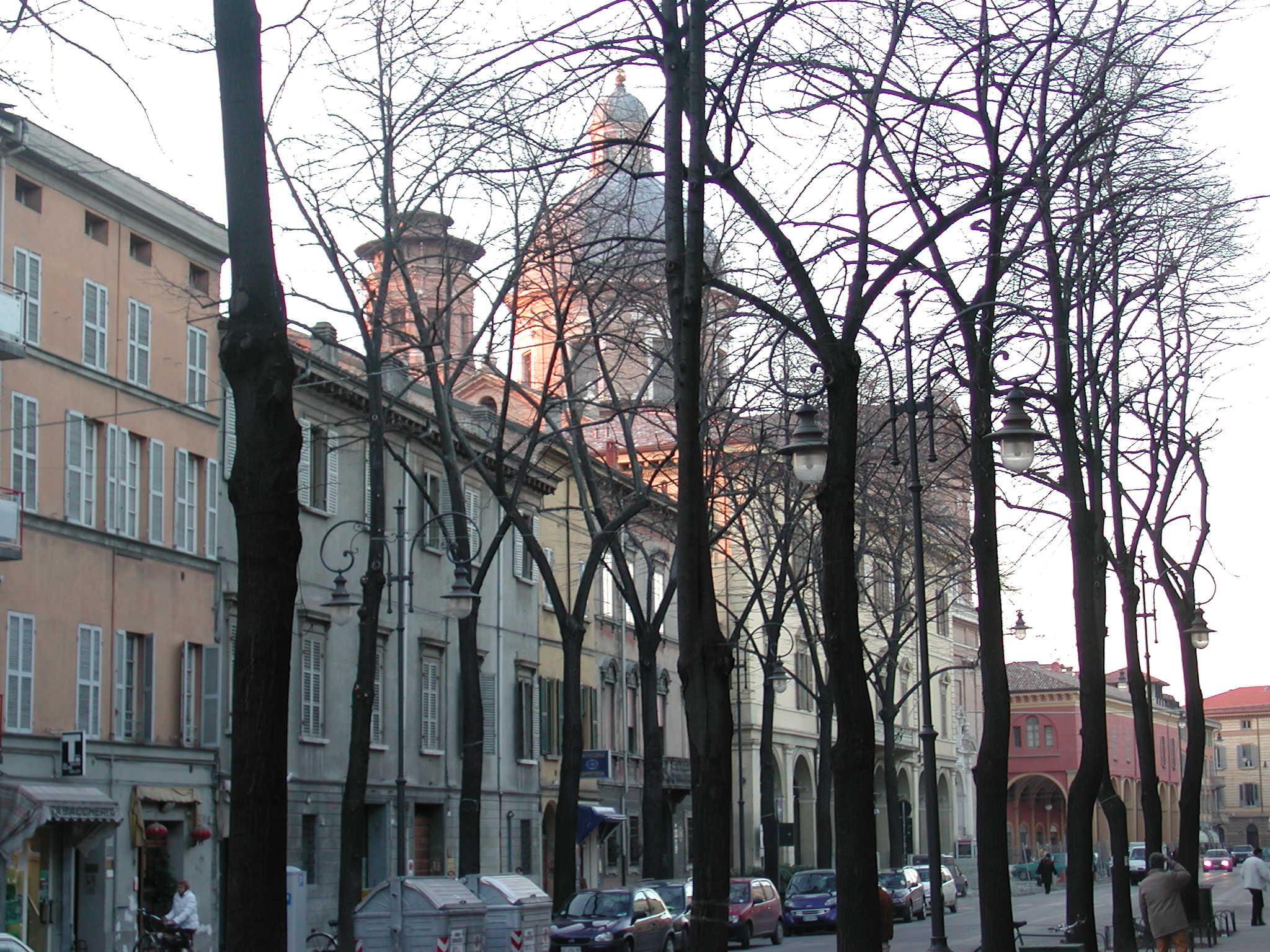
Corso Garibaldi - 1
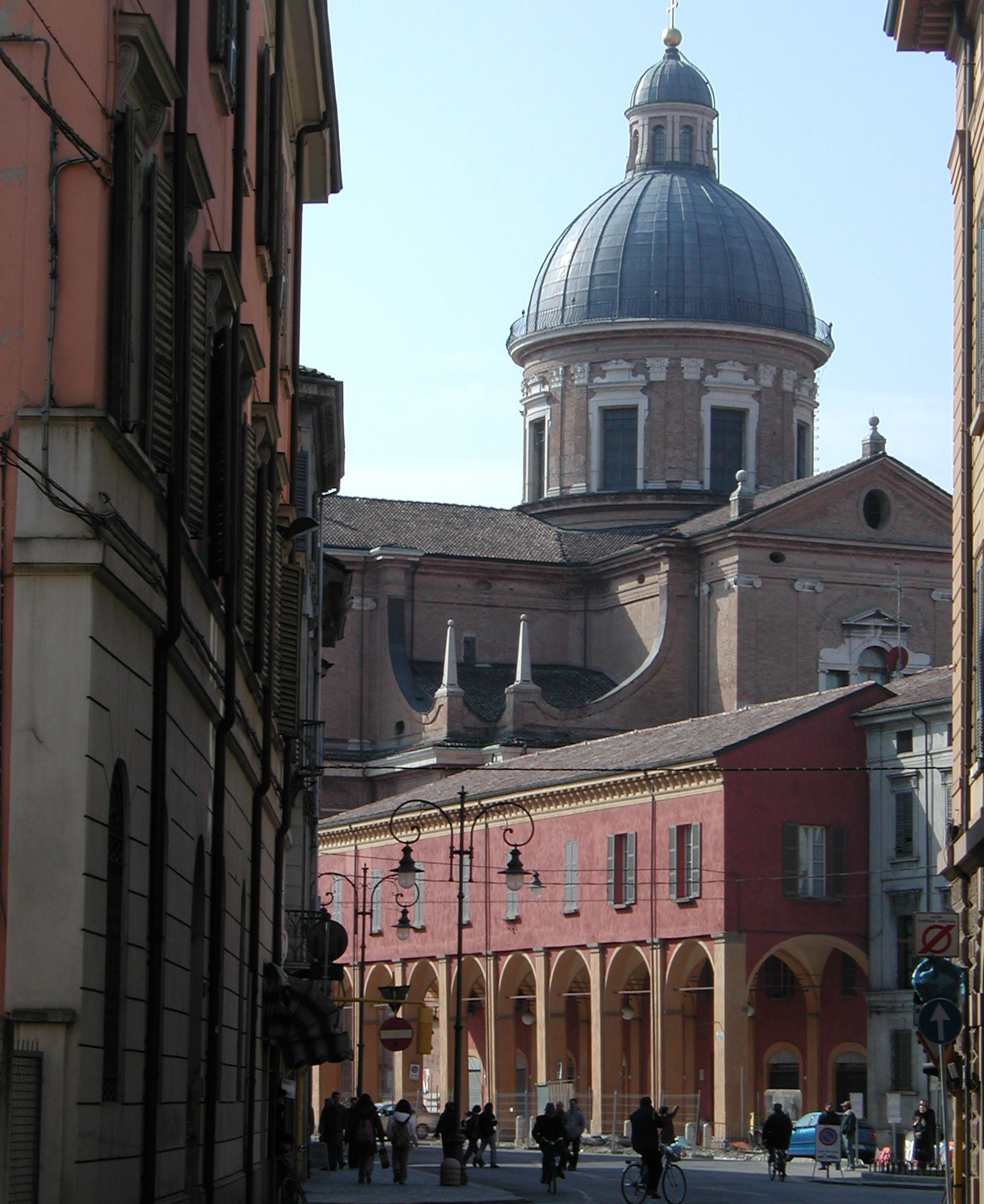
Basilica della Ghiara
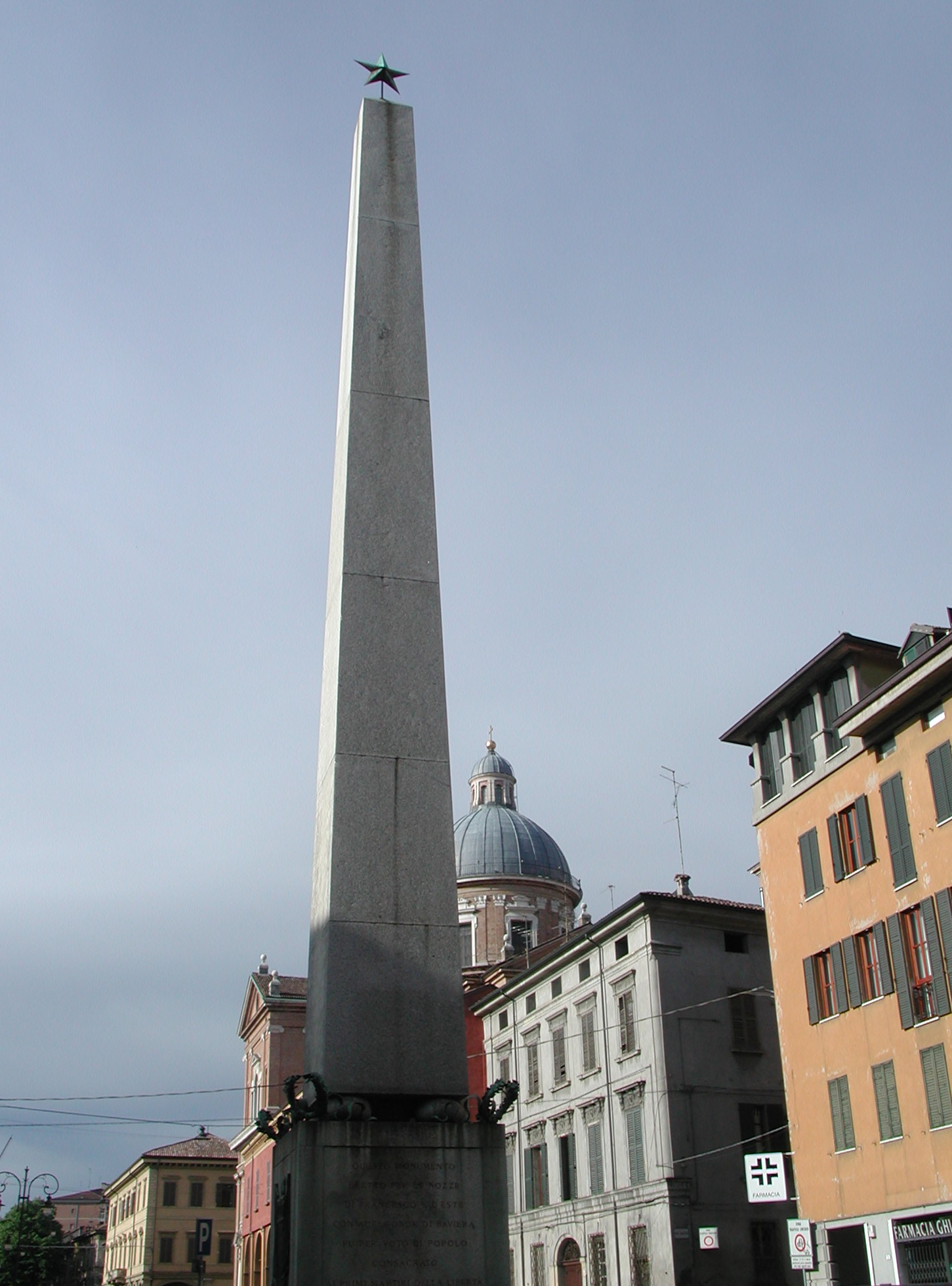
piazza Gioberti e l'obelisco di Adelgonda di Baviera
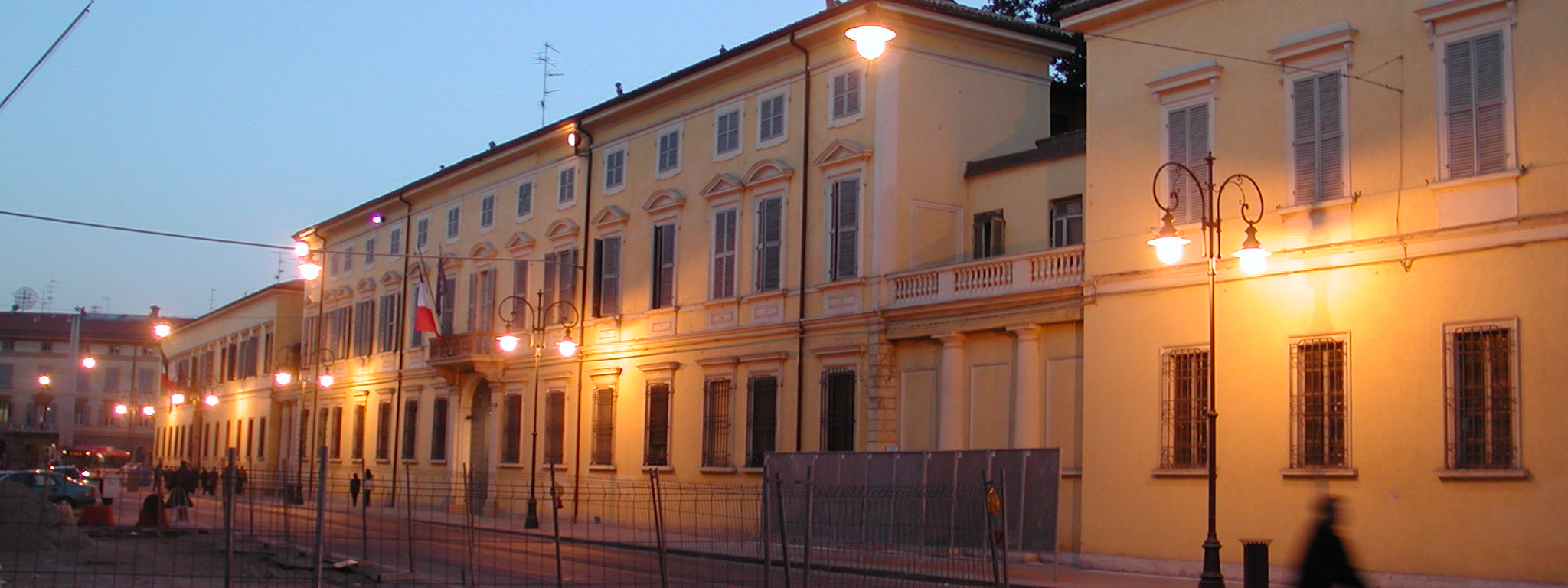
Palazzo Ducale
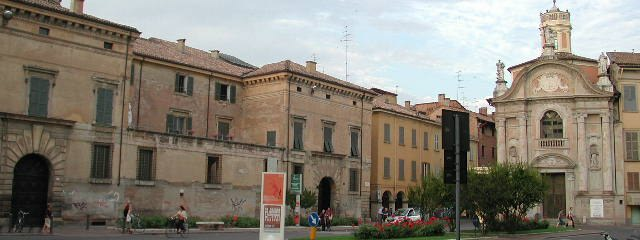
Palazzo Rangone
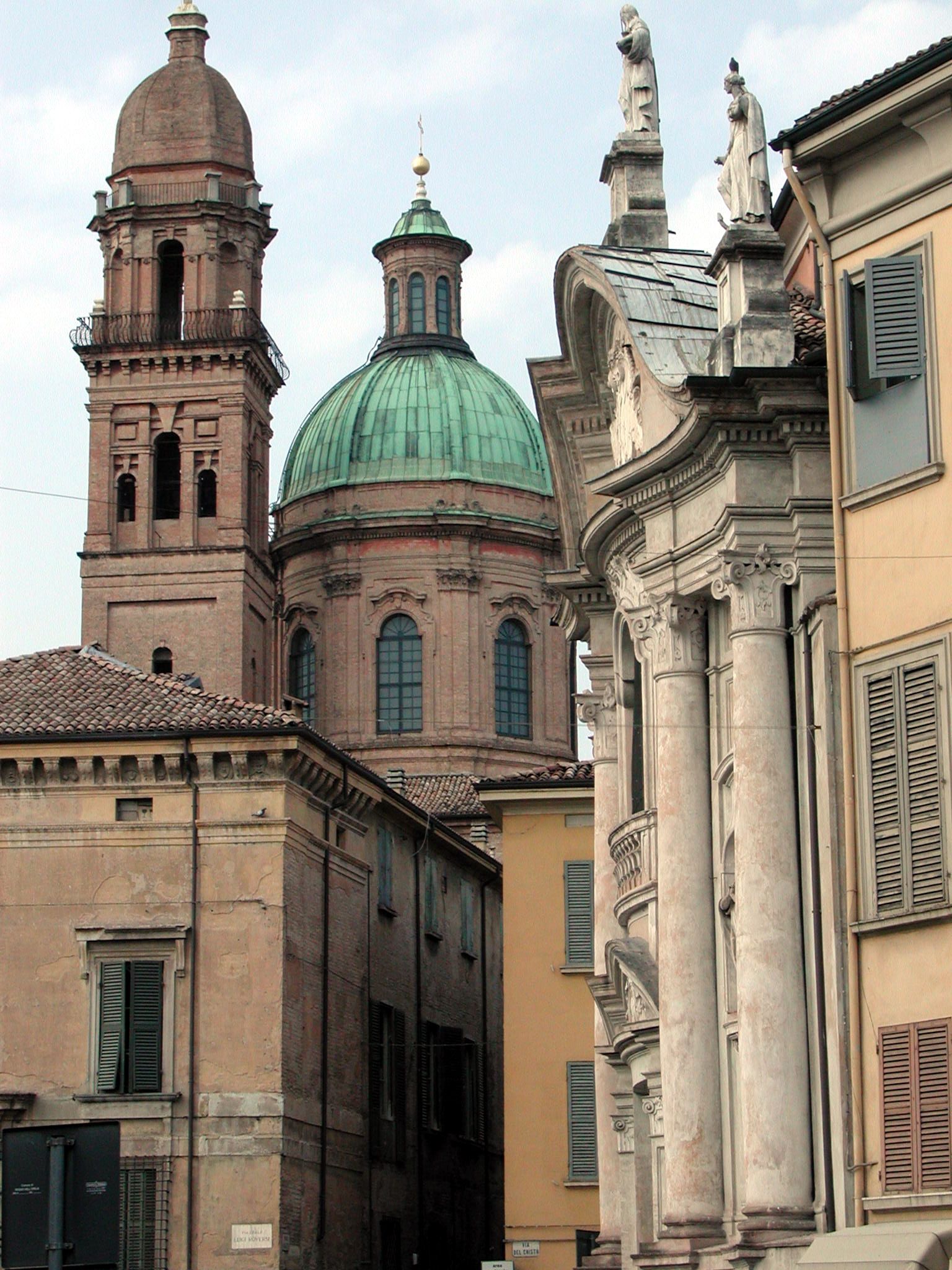
Oratorio del Cristo